# 沢水加
沢水加（さばか）は静岡県菊川市の大字。

## 地理
菊川市の北部、河城地区の東部に位置する。東で牧之原市嶋・布引原・東萩間、西で和田、南で牛渕、北で倉沢及び吉沢と接する。

### 河川
- 沢水加川

### 字一覧
90以上の字がある（2018年（平成30年）10月16日現在）。
- 石畑（いしはた）
- 久ノ木田（くのきだ）
- 西イヤタリ（にしいやたり）
- 長表（ながおもて）
- 東イヤタリ（ひがしいやたり）
- 西直地（にしなおち）
- 文字ケ谷（もじがや）
- 西田（にしだ）
- 五反田（ごたんだ）
- 直地（なおち）
- 東直地（ひがしなおち）
- 畑ケ田（はたけた）
- 向田（むかいだ）
- 和後（わうしろ）
- 屋敷下川原（やしきしもかわはら）
- 川原（かわはら）
- 屋敷下（やしきした）
- 宮下（みやした）
- 御免谷（ごめんや）
- 宮ノ段（みやのだん）
- 宮ノ山（みやのやま）
- 前山（まえやま）
- 山下（やました）
- 平ケ沢（ひらがさわ）
- 掛下（かけした）
- 欠下（かけした）
- 釜ケ崎（かまがさき）
- 笹山（ささやま）
- 鳴沢（なるさわ）
- 沢水加原（さばかはら）
- 樋越（といごし）
- 外新田（そとしんでん）
- 宮ノ前（みやのまえ）
- 宮ノ谷（みやのやま）
- 一俵田（いっぴょうだ）
- 屋敷上（やしきうえ）
- 農ケ沢（のうがさわ）
- 農ケ沢谷（のうがさわや）
- 新田山（しんでんやま）
- 六十分（ろくじゅうぶ）
- 前ケ島（まえがしま）
- 三反田（さんたんだ）
- 谷口（やぐち）
- 勝田ケ谷（かつたがや）
- 伝兵衛山（でんべえやま）
- 上ノ山（うえのやま）
- 中段（なかだん）
- 山ノ段（やまのだん）
- 広表（ひろおもて）
- 七百地（ななひゃくち）
- 坂下（さかした）
- 打ナシ（うちなし）
- 一貫地（いっかんち）
- 原（はら）
- 太郎助（たろうすけ）
- 金右エ門下（きんえもんした）
- キヤウフ山（きやうふやま）
- エモシカヤ（えもしかや）
- 道灌谷（どうかんや）
- 向山（むこうやま）
- 小谷ケ沢（こやがざわ）
- 舟ヶ窪（ふながくぼ）
- 猿田（さるた）
- 丸山越（まるやまごし）
- 時作（ときさく）
- 堀川上（ほりかわかみ）
- 伝ケ谷（でんがや）
- 屋敷付（やしきづき）
- 三ノ助（さんのすけ）
- 猪ノ瀬（いのせ）
- 走リ落（はしりおち）
- 走り落上（はしりおちかみ）
- 松木田（まつきだ）
- 小島（こじま）
- 苗代島（なわしろじま）
- 深田（ふかた）
- 惣薮内（そうさんない）
- 樋田（といだ）
- 中沢（なかざわ）
- 伊藤田（いとうだ）
- 越前（こしまえ）
- 六本松（ろっぽんまつ）
- 薊ケ谷（あざみがや）
- 低田ケ窪（ていだがく）
- 畑無（はたなし）
- 神子ケ谷（かったがや）
- 太平（おおひら）
- 山平（やまひら）
- 上（うえ）
- 東（ひがし）
- 天ケ谷（あまがや）
- 丸山（まるやま）
- 元源八（もとげんぱち）
- 惣散田（そうさんだ）

## 歴史

### 沿革
- 1889年（明治22年）4月1日 - 町村制の施行により、城東郡沢水加村が周辺の村と合併し、城東郡河城村となる[WEB 7]。旧村名は河城村の大字として残る[WEB 8]。
- 1896年（明治29年）4月1日 - 郡制の施行により所属郡が小笠郡に変更。
- 1950年（昭和25年）11月1日 - 榛原郡勝間田村大字島・同郡萩間村大字東萩間との間で境界変更が実施される。
- 1955年（昭和30年）3月31日 – 河城村が 菊川町に編入される。
- 2005年（平成17年）1月17日 – 菊川町が小笠町と新設合併を行い、菊川市となる。

## 施設
- 西宮神社

## 交通

### バス
- 菊川市コミュニティバス
  - 沢水加コース
    - 沢水加公会堂経由：（菊川市立総合病院 方面 - ）西田橋 - 沢水加公会堂 - 沢水加谷口橋 - 畑無公会堂（ - 六本松集会所 方面）
    - 千駄ヶ原経由：（菊川市立総合病院 方面 - ）千駄ヶ原（ - 六本松集会所 方面）

  - 菊川東循環コース：（菊川市立総合病院 方面 - ）沢水加原（ - 布引原北公民館 方面）

### 道路
- 静岡県道235号菊川榛原線

## その他

### 学区
小学校・中学校の学区は以下の通りである。
| 番・番地等 | 小学校             | 中学校               |
| ---------- | ------------------ | -------------------- |
| 全域       | 菊川市立河城小学校 | 菊川市立菊川東中学校 |

### 警察
警察の管轄区域は以下の通りである。
| 番・番地等 | 警察署     | 交番・駐在所 |
| ---------- | ---------- | ------------ |
| 全域       | 菊川警察署 | 菊川駅前交番 |

### WEB
1. ↑  “h02_22.csv”.   総務省 (2022年2月10日). 2025年7月15日閲覧。
2. ↑  “静岡県菊川市 (22224)”.   人文学オープンデータ共同利用センター. 2025年7月15日閲覧。
3. ↑  “静岡県 菊川市 沢水加の郵便番号 - 日本郵便”.   日本郵便. 2025年7月15日閲覧。
4. ↑  “市外局番の一覧”.   総務省 (2022年3月1日). 2025年7月16日閲覧。
5. ↑  “事業所案内及び管轄地域（事務所3件、分室3件）”.   一般社団法人静岡県自動車会議所. 2025年7月15日閲覧。
6. ↑  “菊川市小字一覧 - 静岡県オープンデータ”.   静岡県 (2018年10月16日). 2025年7月15日閲覧。
7. ↑  “historyofcities.pdf”.   静岡県総務部合併推進室・財団法人静岡県市町村振興協会. 2025年7月15日閲覧。
8. ↑  “解説ページ”.   株式会社エア. 2025年7月15日閲覧。
9. ↑  “菊川市／通学区域一覧”.   菊川市 (2024年4月1日). 2025年7月15日閲覧。
10. ↑  “交番駐在所一覧表｜静岡県警察”.   静岡県警察 (2023年6月12日). 2025年7月15日閲覧。